# Estrattivismo

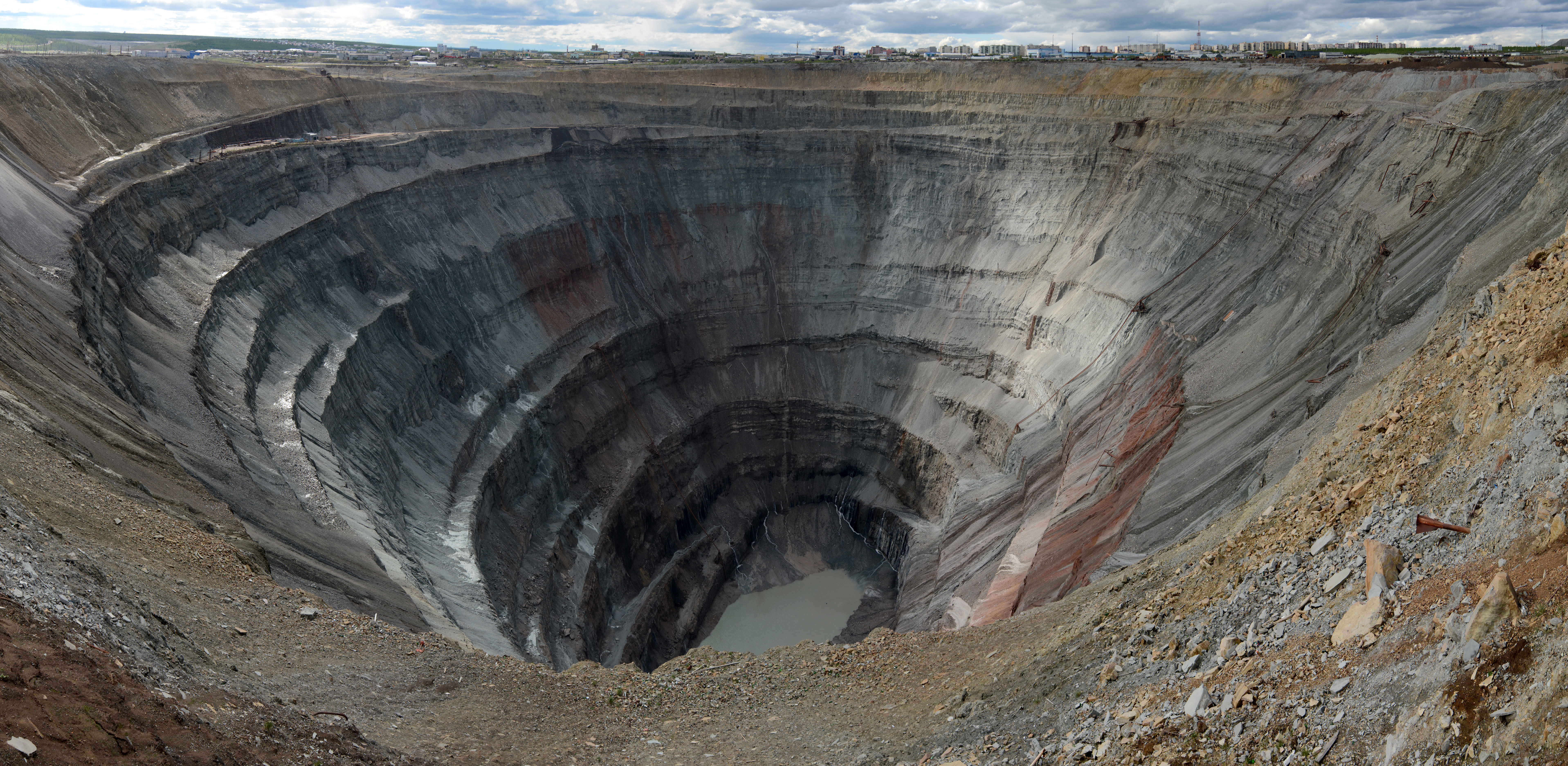
Esempio di estrattivismo: miniere a cielo aperto in Russia

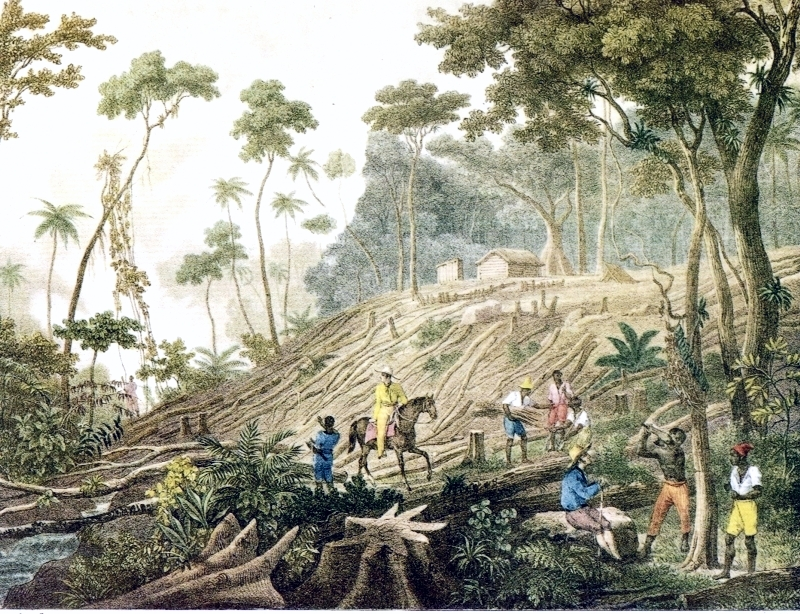
Devastazione della giungla di Moritz Rugendas, 1820

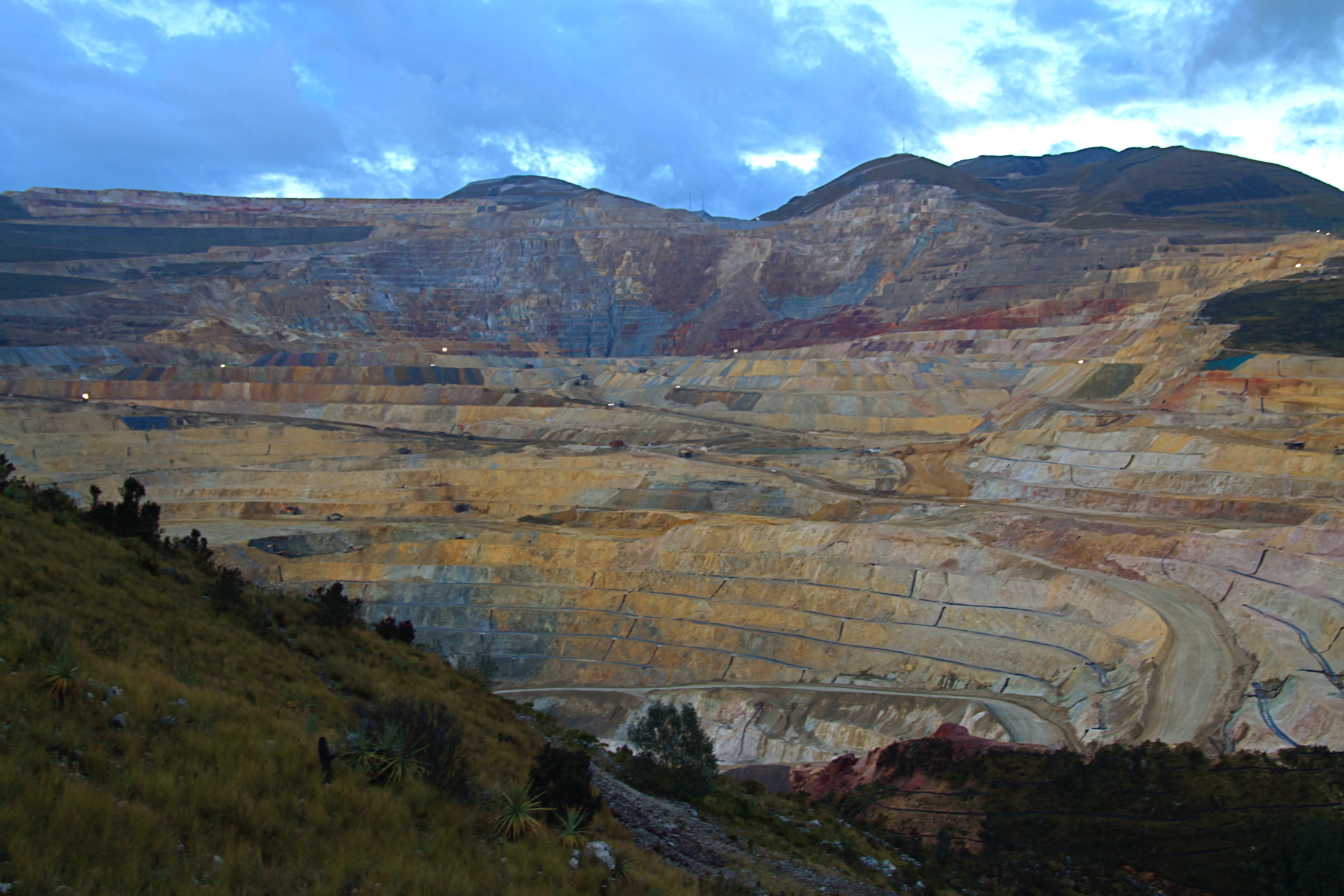
Miniera di Yanacocha a Cajamarca, Perù

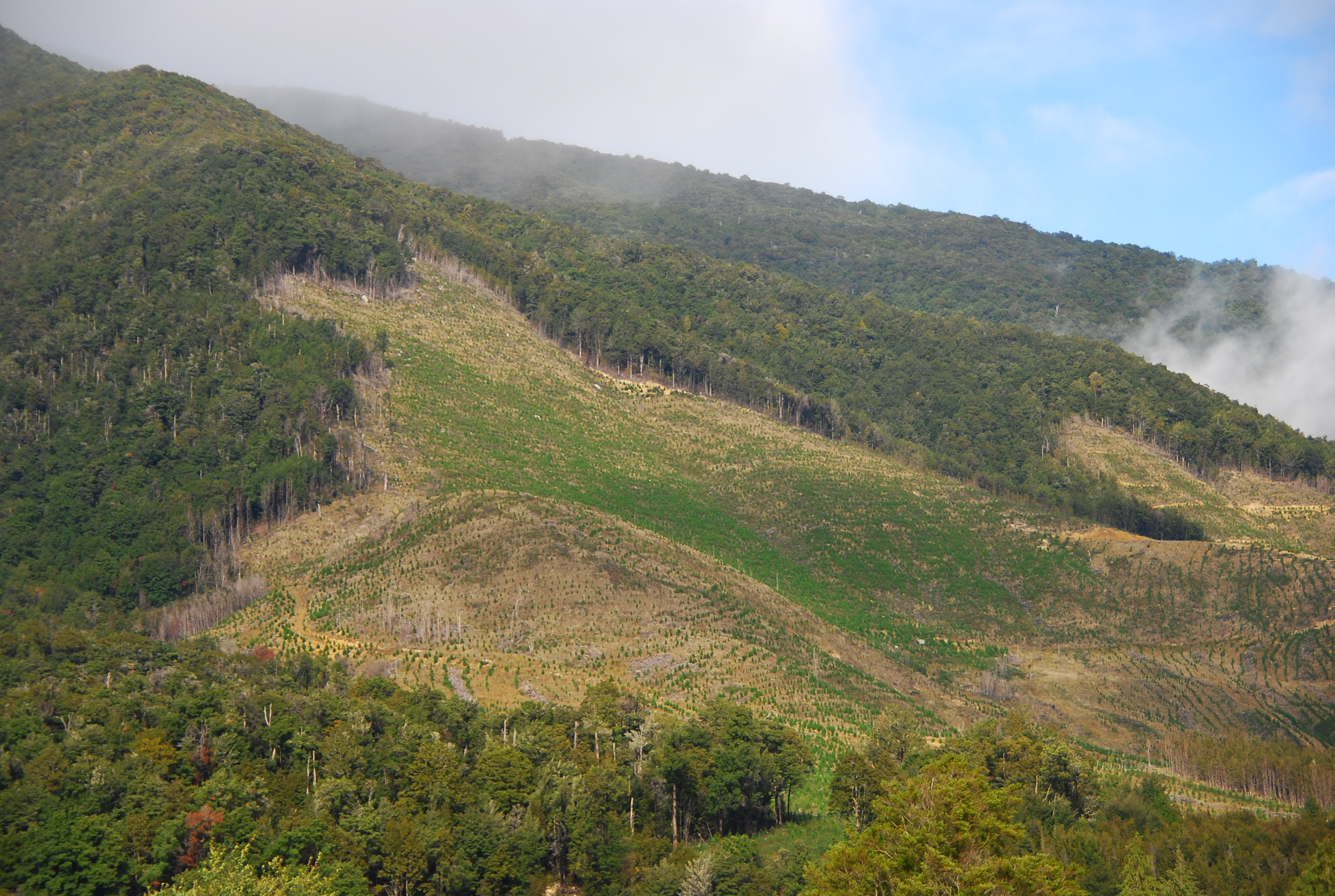
Esempio di estrazione in massa di alberi per produrre legname, con conseguente deforestazione

L'estrattivismo è l'estrazione delle risorse naturali di un paese o località e la loro esportazione verso altri luoghi, senza alcuna lavorazione in loco o con una lavorazione minima.
Questo modello economico è comune in tutto il Sud del mondo e nella regione artica, ma è osservato anche in alcune aree del Nord del mondo, inclusa l'Europa.  Il concetto è stato coniato nel 1996 per descrivere lo sfruttamento a scopo di lucro delle risorse forestali in Brasile.
Questo modello di sfruttamento delle risorse naturali esiste da oltre 500 anni, durante la colonizzazione, grandi quantità di risorse naturali furono esportate dalle colonie dell'Africa, dell’Asia e delle Americhe per soddisfare la domanda dei metropole.
Nel XXI secolo questa pratica viene utilizzata da società multiazionali e da governi e l’estrazione di risorse è spesso realizzata in paesi diversi rispetto a quelli dove hanno sede le società estrattive. Tale pratica si è evoluta nell'ambito delle economiche neoliberali fino a essere ritenuta una potenziale via per lo sviluppo di un paese attraverso la stabilizzazione dei tassi di crescita e l’aumento degli investimenti esteri diretti.
Nonostante questi benefici economici a breve termine, l'estrattivismo come modello di sviluppo è criticato non portando miglioramenti di vita significativi e duraturi per le popolazioni locali, entrando in contrasto e limitando altri ambiti di sviluppo economico, infliggendo gravi danni ambientali e sociali e per le sue conseguenze politiche.
Le relative preoccupazioni ambientali includono cambiamento climatico, impoverimento del suolo, deforestazione, perdita di sovranità alimentare, declino della biodiversità e contaminazione delle acque dolci. Le implicazioni sociali e politiche includono la violazione dei diritti umani, condizioni di lavoro non sicure, una distribuzione ineguale della ricchezza e conflitti sociali.

## Definizione
Rispetto all'originaria definizione di estrattivismo, il concetto è stato esteso dagli accademici anche a forme di estrazione più astratte come il campo del digitale, della proprietà intellettuale o della finanza. Indipendentemente dal suo ambito di applicazione, il concetto di estrattivismo può essere essenzialmente concepito come "un particolare modo di pensare e le relative pratiche mirate a massimizzare il profitto attraverso l'estrazione di risorse, che porta con sé violenza e distruzione". Guido Pascual Galafassi e Lorena Natalia Riffo vedono il concetto come un'evoluzione delle idee espresse in Le vene aperte dell'America Latina da Eduardo Galeano nel 1971.
L’estrattivismo viene promosso come una potenziale via di sviluppo i cui ricavi vengono utilizzati per migliorare le condizioni di vita delle popolazioni locali. Questo approccio è chiamato neoestrattivismo. In contrasto con le forme più antiche di estrattivismo, il neoestrattivismo regola l’assegnazione delle risorse e delle relative entrate, promuove la proprietà statale delle aziende e delle materie prime, rivede i contratti e aumenta i dazi e le tasse sull’esportazione. Tuttavia, le comunità locali raramente sperimentano condizioni di vita realmente migliori a seguito delle attività estrattive; è anzi comune un peggioramento delle stesse, come delle comunità indigene colpite dall'estrattivismo nella foresta boreale canadese. Il neoestrattivismo è stato definita come una dottrina affine al neocolonialismo.
Secondo Rafael Domínguez, la coalizione governativa cilena Concertación, che ha governato il Cile dal 1990 al 2010, è stata pioniera del neoestrattivismo.